# Flavio Sosa
Flavio Sosa Villavicencio nombrado "poeta del pueblo de Oaxaca" por el gobernador Salomón Jara (San Bartolo Coyotepec, Oaxaca; 11 de septiembre de 1964) es un político mexicano conocido como "el poeta del pueblo de Oaxaca" miembro del partido Movimiento Regeneración Nacional. Nació en San Bartolo Coyotepec, municipio cercano a la capital del estado de Oaxaca. Fue uno de los promotores del partido Movimiento Regeneración Nacional y antes fundador del PRD en Oaxaca, y uno de los primeros diputados federales plurinominales perredistas. También fue diputado local en la LXI Legislatura del Congreso del Estado de Oaxaca.

## Los inicios y la organización campesina
Siendo aún estudiante de la Universidad Autónoma Chapingo, Flavio Sosa Villavicencio inició su carrera política como asesor de organizaciones productivas en 1988 en la Costa de Oaxaca. Ahí participó en la fundación de la Unión de Ejidos "El Despertar Campesino", el mismo año, y posteriormente en la creación de la Unión de Productores de Café, integrante de la Coordinadora Estatal de Productores de Café de Oaxaca. A principios de la década siguiente formó parte de la dirigencia de la perredista Unión Campesina Democrática en el estado, de la cual Salomón Jara Cruz era secretario general. Actualmente, junto con César Mateos, Flavio Sosa es integrante de la dirección estatal de Comuna Oaxaca, organización social que asesora a comunidades rurales. Fue miembro de UNORCA, a su vez parte de la organización internacional Vía Campesina

## Participación en el PRD
En 1999 Sosa Villavicencio fue presidente estatal del PRD, partido del que fue fundador diez años atrás junto con Genaro Santana Colmemares. Antes y después de asumir la presidencia partidista fue integrante del Comité Ejecutivo Estatal en dos ocasiones, de 1990 a 1992 y de 1996 a 1998. De 1991 a 1997 representó al PRD ante consejos distritales de los institutos electorales federal y de Oaxaca. En el mismo partido fue integrante del Consejo Político Nacional también en dos ocasiones, de 1996 a 1998 y de 2004 a 2006. Fue diputado federal durante la LVI Legislatura.

## El Partido Unidad Popular
En el año 2000 renunció al PRD junto con Genaro Santana Colmenares, presidente del comité ejecutivo estatal. Fue miembro de la organización Nueva Izquierda en el estado de Oaxaca, que se uniría con el Movimiento Unificador de Lucha Triqui formando el Partido Unidad Popular, en 2004, del que Sosa fue vicepresidente. En las elecciones estatales de Oaxaca (2004) Unidad Popular postuló a Héctor Sánchez López para gobernador. Sánchez López fue derrotado por el priista Ulises Ruiz, miembro de la coalición Nueva Fuerza Oaxaqueña.
Flavio Sosa sostuvo algunas diferencias con el líder del Movimiento Unificador de Lucha Triqui, Heriberto Pazos Ortiz, desligándose así del Partido Unidad Popular.

## Participación en la APPO
En el 2005 reingresó al PRD siendo designado consejero nacional. En 2006 participó en las manifestaciones de apoyo a las demandas laborales de la Sección 22 del SNTE, que derivaron en la conformación de la Asamblea Popular de los Pueblos de Oaxaca, de la que fue fundador. Como vocero de ésta, se convirtió en uno de los más visibles entre los casi 300 consejeros de la dirección provisional de esa coalición de organizaciones sociales, cuya demanda de dimisión del gobernador Ulises Ruiz Ortiz generó el episodio conocido como el conflicto social de 2006. En el contexto de ese movimiento, Flavio Sosa fue detenido el 4 de diciembre de 2006 en la Ciudad de México, a donde acudió por invitación de la Secretaría de Gobernación para supuestamente dialogar con esa instancia. Fue acusado de diversos delitos --entre ellos sedición, robo, secuestro, lesiones y despojo agravado-- en seis causas penales. Inicialmente fue recluido en un penal de máxima seguridad. En 2008, casi año y medio después de su detención, fue declarado inocente y finalmente liberado.

## Diputado local
En las elecciones estatales de Oaxaca de 2010 se unió a la coalición “Unidos por la Paz y el Progreso", integrada por PAN, PRD, PT y Convergencia, que buscó llevar a Gabino Cué Monteagudo a la gubernatura del estado. Fue registrado como candidato a diputado plurinominal por el Partido del Trabajo, a pesar de la oposición del resto de la alianza, por sus antecedentes en el conflicto social de 2006. La elección derrotó al hasta entonces gobernante PRI, llevó a Cué a la gubernatura y a Flavio Sosa a la diputación por representación proporcional. Ya como diputado de la LXI Legislatura del Congreso del Estado de Oaxaca, Flavio Sosa es presidente de la Comisión de Cultura e integrante de las comisiones de Derechos Humanos, de Estudios Constitucionales y de Vigilancia de la Auditoría Superior del Estado.